# آمبروزینی اس‌ای‌آی. ۱
آمبروزینی اس‌ای‌آی. ۱ (به انگلیسی: Ambrosini_SAI.1) یک هواگرد ملخ‌پیشین تک‌موتوره از نوع مسابقه‌ای ساخت شرکت Ambrosini است. هواگرد آمبروزینی اس‌ای‌آی. ۱ نخستین پروازش را در ۱۹۳۵ میلادی انجام داد. در مجموع، تعداد ۱ فروند از این هواگرد ساخته شده‌است.
طراح این هواگرد، Sergio Stefanutti بود.